# Parigi-Roubaix 1928
La Parigi-Roubaix 1928, ventinovesima edizione della corsa, fu disputata l'8 aprile 1928, per un percorso totale di 260 km. Fu vinta dal francese André Leducq giunto al traguardo con il tempo di 7h44'00" alla media di 33,597 km/h davanti a Georges Ronsse e Charles Meunier.
Presero il via da Le Vésinet 89 ciclisti, 51 di essi tagliarono il traguardo di Roubaix.

## Ordine d'arrivo (Top 10)
| Pos. | Corridore        | Squadra        | Tempo    |
| ---- | ---------------- | -------------- | -------- |
| 1    | André Leducq     | Alcyon-Dunlop  | 7h44'00" |
| 2    | Georges Ronsse   | Automoto       | s.t.     |
| 3    | Charles Meunier  | JB Louvet      | s.t.     |
| 4    | Gaston Rebry     | Alcyon-Dunlop  | s.t.     |
| 5    | Achille Souchard | -              | a 50"    |
| 6    | Jules Van Hevel  | -              | a 2'35"  |
| 7    | Louis Delannoy   | Armor          | a 2'40"  |
| 8    | Maurice Bonney   | Dilecta-Wolber | a 2'55"  |
| 9    | Hector Martin    | JB Louvet      | a 4'49"  |
| 10   | Georges Cuvelier | Roold          | s.t.     |